# Code Composer Studio
Code Composer Studio — интегрированная среда разработки для создания кода для DSP и/или ARM процессоров семейства TMS320, и других процессоров, таких как MSP430, выпускаемых Texas Instruments. Code Composer Studio включает операционную систему реального времени DSP/BIOS, позднее (начиная с релиза 6.3) получившую название SYS/BIOS. Также в состав продукта входят симуляторы и поддержка JTAG-ориентированной отладки.
Новая жизнь у среды разработки началась с выпуском версии 4.x, сделанной на основе модифицированной версии Eclipse IDE проекта Callisto (3.2) Однако, после выхода новой версии обнаружилось множество недостатков, в основном связанных с собственным отладчиком, невозможностью использовать современные расширения, использованием морально устаревшей версии.
Текущая версия 5.3 основана на стоковой (без модификаций) версии Eclipse IDE проекта Helios. Использование стоковой версии позволяет команде разработчиков IDE обновлять версию Eclipse без скрупулёзной подводки всех своих изменений под новую версию.